# Marcelo Amendola
Marcelo Amendola (La Plata, 7 ottobre 1967) è un operaio e sindacalista italiano.
Dal 14 settembre 2019 è Segretario Nazionale CUB (Confederazione Unitaria di Base).

## Biografia
Nato in Argentina, da una famiglia di origine italiana. Cresce nella periferia della città della La Plata in provincia di Buenos Aires. Dove studia di perito elettromeccanico, molto presto si forma in ambito politico nonostante le restrizioni costituzionali del governo militare. Inizia giovanissimo la sua vita lavorativa in una azienda di riparazioni elettromeccaniche ed intraprende la sua prima attività sindacale.
Successivamente nella prima metà degli anni 1980 lascia l'Argentina lavorando in varie parti del mondo. In Italia arriva nell'ottobre del 1989, stabilendosi in provincia di Avellino.

## Attività sindacale
Inizia il suo percorso lavorativo e sindacale nell'edilizia post-terremoto dell'Irpinia. Successivamente nel 1991 entra a lavorare come dipendente della Ferrero a Sant'Angelo dei Lombardi. Iscrivendosi da subito alla FLAI CGIL e diventando subito RSA e componente del direttivo Provinciale. Lascia nel 1993 il sindacato confederale per divergenze.
Nel giugno del 1997 entra nella CUB, dando vita insieme ad altri lavoratori alla FLAICA Uniti CUB in provincia di Avellino. Viene eletto Segretario Provinciale della FLAICA Uniti CUB di Avellino.
Nel luglio del 2001 partecipa attivamente all'organizzazione del corteo della CUB al G8 di Genova. Nel mese di novembre del 2002 è tra i componenti della CUB che partecipa attivamente nelle giornate del Social Forum Europeo a Firenze.
Il 18 e 19 settembre 2002 a Grottaminarda (AV) viene eletto coordinatore regionale della FLAICA Uniti CUB della Campania.
Il 13 e 14 Marzo 2008 a Sirmione (VR) nel Congresso Nazionale di tutte le federazioni della CUB viene eletto nella Segreteria Nazionale della FLAICA Uniti CUB Italiana e tra i componenti del Coordinamento Nazionale CUB.
Il 17 marzo 2012 a Napoli fonda è viene eletto alla guida della nascente CUB Pubblico Impiego Italiana, per la quale contribuisce alla sua crescita su tutto il territorio nazionale. Lascia la guida della CUB P.I. a marzo 2015 in occasione della celebrazione del nuovo congresso nazionale.
Poi successivamente nel Congresso della FLAICA del 28 e 29 marzo 2015 a Sesto San Giovanni (MI), presso lo stabile occupato di Aldo dice 26x1, viene eletto come Segretario Nazionale Generale della FLAICA Uniti CUB Italiana.
In seguito al Congresso Nazionale della CUB del 1 e 2 luglio 2016 tenutosi a Milano, con le sue nuove modifiche statutarie e del sistema organizzativo, il 09 settembre 2016 viene eletto Portavoce Nazionale CUB nonché rappresentante legale della Confederazione dai Coordinatori della CUB. Per la prima volta in Italia, un lavoratore straniero diventa responsabile di una Confederazione Sindacale tra quelle riconosciute nel CNEL.
Successivamente a seguito dell'Assemblea Organizzativa della CUB del 21 e 22 giugno 2019 a Milano, con le sue nuove modifiche statutarie, il 14 settembre 2019 viene eletto dal Coordinamento Nazionale della CUB quale Segretario Generale della CUB.
Il Congresso della FLAICA Uniti CUB di Sorrento (NA) tenutosi il 25 e 26 marzo 2022 per acclamazione ha rinnovato la sua fiducia a  Marcelo Amendola per un secondo mandato.
Il Congresso Nazionale della CUB tenutosi a Chianciano Terme (SI) il 10, 11 e 12 marzo 2023 e il successivo Coordinamento Nazionale della CUB del 22 aprile 2022 hanno rinnovato la fiducia a Marcelo Amendola alla guida della Confederazione eleggendolo nuovamente Segretario Nazionale della CUB per un secondo mandato.